# Lahulus
Lahulus is een geslacht van insecten uit de familie van de watergaasvliegen (Osmylidae), die tot de orde netvleugeligen (Neuroptera) behoort.

## Soorten
- L. babaulti Navás, 1930